# 1910年世界宣教会议

1910年世界宣教会议的历史图片

1910年世界宣教会议（英語：1910 World Missionary Conference）又稱愛丁堡世界宣教會議于1910年6月14日至23日举办，该会议的举办标志着现代普世教会合一运动的开始。最早的合一會議可追溯到1854年。此次会议的主席约翰·穆德就是后来普世教会协会的创办者，他在1946年被授予了诺贝尔和平奖。